# Barwinok (obwód chersoński)
Barwinok (ukr. Барвінок) – wieś na południu Ukrainy, w obwodzie chersońskim, w rejonie biłozerskim. 127 mieszkańców.